# Rob Marshall

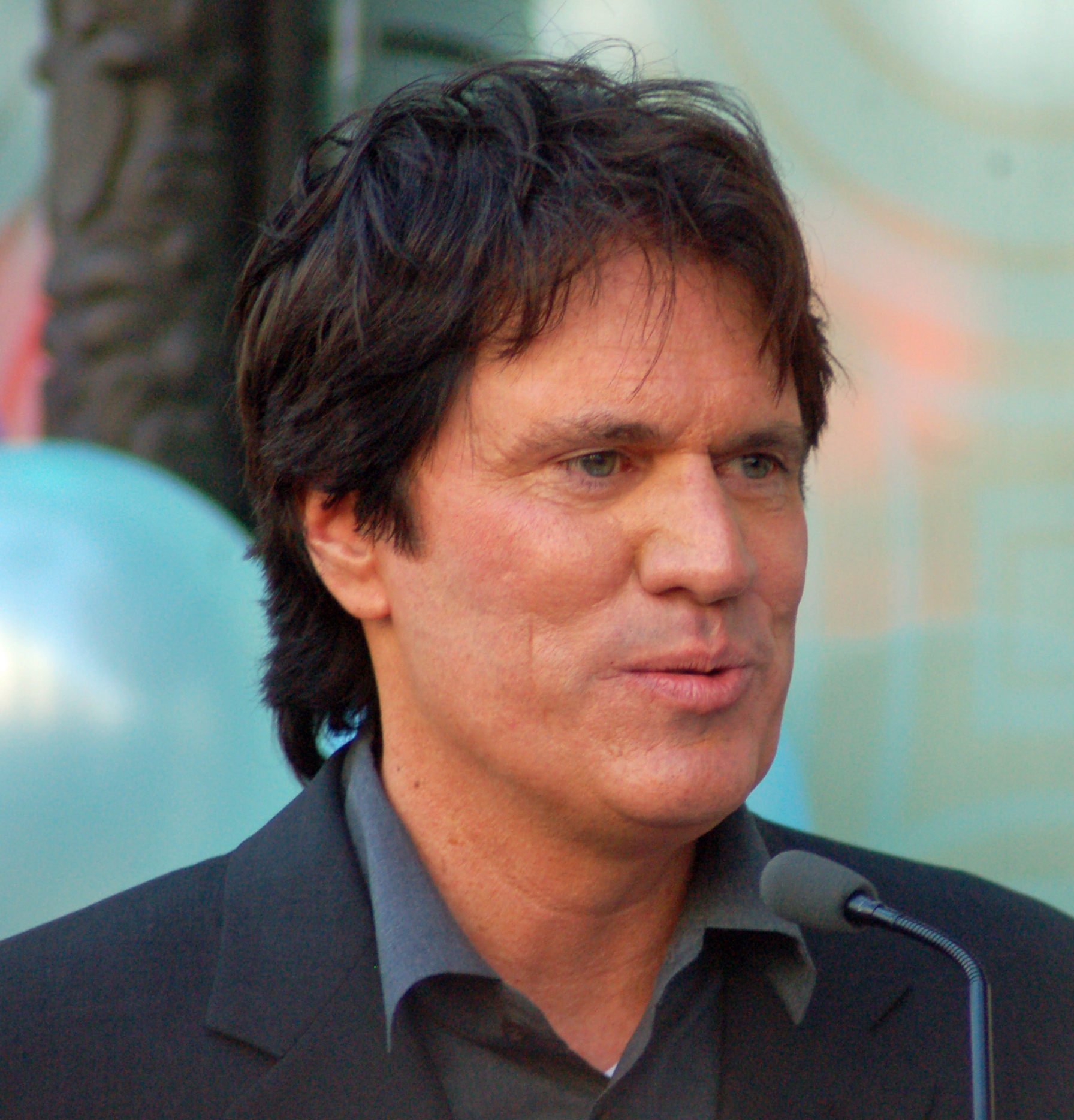
Rob Marshall (2011)

Robert Doyle Marshall Jr. (* 17. Oktober 1960 in Madison, Wisconsin) ist ein US-amerikanischer Filmregisseur, Filmproduzent und Choreograf.

## Leben
Rob Marshall wuchs in Pittsburgh auf. Seinen ersten Film drehte er schon als Kind auf der Fanny Edel Falk Laboratory School. Mit zwölf Jahren begann er seine Karriere im Theater.
Nach der Schule begann er ein Studium an der Carnegie Mellon University. Er unterbrach es allerdings und gab in den frühen 1970ern sein Broadway-Debüt in dem Musical A Chorus Line. 1982 schloss er sein Studium ab.
Nach seinem Studium zog er nach New York, wo er als Sänger und Tänzer in einigen Broadway-Stücken arbeitete. Nach einem Bandscheibenvorfall im Alter von 27 Jahren bei einer Vorstellung des Musicals Cats beendete er seine Bühnenkarriere und begann, als Choreograf zu arbeiten. 1993 erhielt er eine erste Auszeichnung für seine Arbeit als Choreograf in dem Broadway-Stück Kuss der Spinnenfrau. In der Folgezeit war er an vielen Inszenierungen beteiligt. Das erste Mal Regie führte er mit Sam Mendes zusammen in der Wiederaufführung des Stücks Cabaret.
1996 beaufsichtigte er die Choreografie der Fernsehproduktion Mrs. Santa Claus und 1997 choreografierte er die Fernsehfassung des Musicals Cinderella. 1999 führte zudem noch Regie in dem erfolgreichen Fernsehfilm Annie.
Sein großer Durchbruch gelang ihm mit seinem ersten Kinofilm, der Musicalverfilmung Chicago aus dem Jahre 2002. Marshall erhielt eine Nominierung in der Kategorie Beste Regie sowohl bei dem Golden Globe Award als auch bei der Oscarverleihung. Der Film bekam insgesamt sechs Oscars. 2005 führte er bei dem preisgekrönten Drama Die Geisha Regie, während er 2007 für seine Arbeit an der Fernsehproduktion Tony Bennett: An American Classic den Emmy in der Kategorie Regie für eine Varieté-, Musik- oder Comedysendung erhielt.
Marshall lebt mit seinem Lebensgefährten John DeLuca in New York City.

## Filmografie
Regisseur
- 1999: Annie – Weihnachten einer Waise (Annie; Fernsehfilm)
- 2002: Chicago
- 2005: Die Geisha (Memoirs of a Geisha)
- 2006: Tony Bennett: An American Classic (Dokumentation über den Jazzsänger und Entertainer T. Bennett)
- 2009: Nine
- 2011: Pirates of the Caribbean – Fremde Gezeiten (Pirates of the Caribbean: On Stranger Tides)
- 2014: Into the Woods
- 2018: Mary Poppins’ Rückkehr (Mary Poppins Returns)
- 2023: Arielle, die Meerjungfrau

Produzent
- 2009: Nine
- 2014: Into the Woods

Choreograf
- 1996: Mrs. Santa Claus (Fernsehfilm)
- 1997: Cinderella (Fernsehfilm) mit Whitney Houston
- 1998: Cradle Will Rock von Tim Robbins
- 1999: Annie (Fernsehfilm)
- 2002: Chicago

## Auszeichnungen
- 1993: Tony-Award-Nominierung in der Kategorie Beste Choreografie für Kuss der Spinnenfrau.
- 1994: Zwei Tony-Award-Nominierungen in der Kategorie Beste Choreografie für Damn Yankees und She Loves Me.
- 1997: Emmy-Nominierung für die Beste Choreografie in dem Film Mrs. Santa Claus.
- 1998: Emmy-Nominierung für die Beste Choreografie in dem Film Cinderella.
- 1998: Zwei Tony-Award-Nominierung in den Kategorien Beste Choreografie und Beste Musicalregie für Cabaret.
- 1999: Tony-Award-Nominierung in der Kategorie Beste Choreografie für Little Me.
- 2000: Emmy für die Beste Choreografie und Emmy-Nominierung für die Beste Regie in dem Film Annie.
- 2003: Nominierung für den Academy Award und den Golden Globe Award in der Kategorie Beste Regie für den Film Chicago.
- 2007: Emmy in der Kategorie Regie für eine Varieté-, Musik- oder Comedysendung  für Tony Bennett: An American Classic